# Mokrz
Mokrz is een buurtschap in het Poolse district  Szamotulski, woiwodschap Groot-Polen. De plaats maakt deel uit van de gemeente Wronki. 

## Naam
Tijdens de bezetting door nazi-Duitsland heeft de plaats kort Antonswald geheten.

## Verkeer en vervoer
Station Mokrz ligt aan de spoorlijn Poznań-Krzyż Wielkopolskie.

## Sport en recreatie
Door deze plaats loopt de Europese wandelroute E11. De E11 loopt van Den Haag naar het oosten, op dit moment tot de grens Polen/Litouwen. De route komt vanuit het westen vanaf Chojno, en gaat vervolgens door de bossen naar het zuidoosten richting Wronki.